# Сольё (кантон)
Сольё (фр. Saulieu) — кантон во Франции, находится в регионе Бургундия. Департамент кантона — Кот-д’Ор. Входит в состав округа Монбар. Население кантона на 2006 год составляло 6039 человек.
Код INSEE кантона — 2131. Всего в кантон Сольё входят 14 коммун, из них главной коммуной является Сольё.

## Коммуны кантона
- Шампо-ан-Морван — население 249 чел.
- Жюйене — население 50 чел.
- Ла-Мот-Тернан — население 170 чел.
- Ла-Рош-ан-Брений — население 924 чел.
- Мольфе — население 131 чел.
- Монле-ан-Осуа — население 150 чел.
- Рувре — население 627 чел.
- Сент-Андё — население 124 чел.
- Сен-Дидье — население 205 чел.
- Сен-Жермен-де-Модеон — население 184 чел.
- Сольё — население 2643 чел.
- Сенсе-ле-Рувре — население 120 чел.
- Туази-ла-Бершер — население 291 чел.
- Вилларгуа — население 171 чел.